# 国务院组成部门
国务院组成部门即“中华人民共和国国务院的组成部门”，相当于內閣组成单位，是在国务院统一领导下，负责领导和管理某一方面的行政事务，行使特定国家行政权力的行政机构。其设置由全国人民代表大会或其常务委员会决定。其行政首长由国务院总理提名，中华人民共和国主席根据全国人民代表大会或其常务委员会的决定任免。其行政首长一般为国务院组成人员，现行《宪法》未提到中国人民银行行长一职，《国务院组织法》则提到中国人民银行行长一职。
《国务院行政机构设置和编制管理条例》第六条规定，“国务院行政机构根据职能分为国务院办公厅、国务院组成部门、国务院直属机构、国务院办事机构、国务院组成部门管理的国家行政机构和国务院议事协调机构”。“国务院组成部门依法分别履行国务院基本的行政管理职能。国务院组成部门包括各部、各委员会、中国人民银行和审计署。”

## 设置程序
根据《中华人民共和国国务院组织法》第十一条之规定，国务院组成部门的设立、撤销或者合并，经总理提出，由全国人民代表大会决定；在全国人民代表大会闭会期间，由全国人民代表大会常务委员会决定。国务院组成部门确定或者调整后，由全国人民代表大会或者全国人民代表大会常务委员会公布。

## 行政首长产生程序
根据《中华人民共和国宪法》第六十二条第五项、第六十七条第九项之规定，“各部部长、各委员会主任、审计长”由总理提名，全国人民代表大会决定；全国人民代表大会闭会期间，由全国人民代表大会常务委员会决定。
《宪法》第八十条规定，中华人民共和国主席根据全国人民代表大会的决定和全国人民代表大会常务委员会的决定，任免国务院总理、副总理、国务委员、各部部长、各委员会主任、审计长、秘书长。

## 国务院组成部门沿革
参见：
- 中央人民政府政务院
- 中华人民共和国国务院机构时间线
- 中华人民共和国国务院机构编制#各领域职能部门沿革
- 国务院机构改革

### 第一届
根据1954年通過的《中華人民共和國國務院組織法》，國務院由原先政務院的三十個部委，增加至三十五個。並撤銷了政治法律委員會、財政經濟委員會、文化教育委員會、人民監察委員會等四個專門委員會。
| 第一届国务院组成部门（35个，1954年至1959年） | |
| 领域                                         | 设置 |
| 国防、军事                                   | 国防部 |
| 外交                                         | 外交部 |
| 内政、公共安全                               | 公安部 |
| 司法、监察                                   | 司法部、监察部 |
| 经济                                         | 国家计划委员会、国家建設委员会、财政部、地質部、农业部、糧食部、商業部、對外貿易部、重工業部、林业部、纺织工业部、第一機械工業部、第二機械工業部、燃料工业部、建築工程部、地方工業部、輕工業部、水利部 |
| 交通、通信                                   | 交通部、铁道部、邮电部 |
| 科技、文化与教育                             | 教育部、高等教育部、文化部 |
| 民族、人口与健康                             | 卫生部、国家民委、國家體委、國家僑委 |
| 劳工、人事                                   | 劳动部 |
| 其它                                         | 內務部 |

### 第二届
- 根據1959年4月28日的《中华人民共和国主席令》，第二屆國務院由原先1954年組成的三十五個部委，增加至三十八個部委。其中，根據國務院總理周恩來的議案，決定撤銷司法部、監察部，司法部的職能改由最高人民法院行使，而監察部的職能改由中共中央人民監察委員會行使。
- 撤銷的部門：司法部、監察部、高等教育部、重工业部
- 新增的部門：科學技術委員會、國家經濟委員會、水產部、對外文化聯絡委員會、石油工業部、煤炭工業部

| 第二届国务院组成部门（38个，1959年至1964年） | |
| 领域                                         | 设置 |
| 国防、军事                                   | 国防部 |
| 外交                                         | 外交部 |
| 内政、公共安全                               | 公安部 |
| 经济                                         | 国家计划委员会、国家建設委员会、财政部、國家經濟委員會、水產部、糧食部、商業部、對外貿易部、冶金工业部、化學工業部、第一机械工业部、第二机械工业部、煤炭工业部、石油工业部、地质部、建筑工程部、纺织工业部、轻工业部、林業部、農業部、農墾部、水利电力部 |
| 交通、通信                                   | 交通部、铁道部、邮电部 |
| 科技、文化与教育                             | 教育部、文化部 |
| 民族、人口与健康                             | 卫生部、国家民委、國家體委、國家僑委 |
| 劳工、人事                                   | 劳动部 |
| 其它                                         | 內務部、對外文化聯絡委員會 |

### 第三届
- 根据1965年1月5日的《中华人民共和国主席令》，第三届国务院组成部门由原先1959年的38个增至49个。
- 撤销的部门：无
- 新设的部门：第三机械工业部、第四机械工业部、第五机械工业部、第六机械工业部、第七机械工业部、第八机械工业部、第一轻工业部、第二轻工业部、物资管理部、对外经济联络委员会、高等教育部

| 第三届国务院组成部门（49个，1965年至1970年） | |
| 领域                                         | 设置 |
| 国防、军事                                   | 国防部 |
| 外交                                         | 外交部 |
| 公共安全                                     | 公安部 |
| 经济                                         | 国家计划委员会、国家经济委员会、国家基建委、农业部、农垦部、林业部、水产部、冶金工业部、化学工业部、第一机械工业部、第二机械工业部、第三机械工业部、第四机械工业部、第五机械工业部、第六机械工业部、第七机械工业部、第八机械工业部、煤炭工业部、石油工业部、水利电力部、地质部、建筑工程部、建筑材料工业部、纺织工业部、第一轻工业部、第二轻工业部、财政部、商业部、粮食部、对外贸易部、对外经济联络委员会 |
| 交通、通信                                   | 交通部、铁道部、邮电部 |
| 科技、文化与教育                             | 教育部、文化部、国家科委、高等教育部 |
| 民族、人口与健康                             | 卫生部、国家民委、国家体委、国家侨委 |
| 劳工、人事                                   | 劳动部 |
| 其它                                         | 内务部、对外文化联络委员会、物资管理部 |

### 第四届
根據1975年3月5日《中华人民共和国全国人民代表大会公告》，第四屆國務院由原先1970年組成的十八個部委，增加至二十九個部委。撤銷的部門：科教組、文化組、對外貿易部、燃料化學工業部
新增的部門：第二機械工業部、第三機械工業部、第四機械工業部、第五機械工業部、第六機械工業部、第七機械工業部、煤炭工業部、石油化學工業部、鐵道部、郵電部、文化部、教育部、國家體委
| 第四届国务院组成部门（29个，1975年至1978年） | |
| 领域                                         | 设置 |
| 国防                                         | 国防部 |
| 外交                                         | 外交部 |
| 公共安全                                     | 公安部 |
| 经济、工業                                   | 国家计划委员会、國家基建委員會、财政部、农林部、商業部、對外貿易部、对外经济联络部、冶金工业部、第一机械工业部、第二机械工业部、第三机械工业部、第四机械工业部、第五机械工业部、第六机械工业部、第七机械工业部、煤炭工业部、石油化工部、水利电力部、轻工业部 |
| 交通、通信                                   | 交通部、铁道部、邮电部 |
| 文化、教育                                   | 文化部、教育部 |
| 人口、健康                                   | 卫生部、國家體委 |

### 第六届
根据1983年6月20日《中华人民共和国主席令第二号》，国务院组成部门最初45个，1986年12月2日兵器工业部和机械工业部合并组建国家机械工业委员会、设立监察部，新华社转为事业单位，最终为44个。
| 第六届国务院组成部门（44个，1983年6月至1988年3月） | |
| 领域                                               | 设置 |
| 国防、军事                                         | 国防部、国防科学技术工业委员会 |
| 外交                                               | 外交部 |
| 内政、公共安全                                     | 公安部、国家安全部 |
| 司法、监察                                         | 司法部、监察部（86年12月2日设立） |
| 经济                                               | 国家计划委员会、国家经济委员会、财政部、地矿部、农牧渔业部、外经贸部、体改委、人民银行、审计署；冶金工业部、化工部、林业部、国家体委；轻工业部、纺织工业部、商业部；煤炭工业部、石油工业部、核工业部、城乡建设环境保护部、航空工业部、航天工业部、水利电力部、国家机械工业委员会（86年12月2日撤销机械工业部与兵器工业部合并设立）、电子工业部 |
| 交通、通信                                         | 交通部、铁道部、邮电部 |
| 科技、文化与教育                                   | 国家教委（85年6月18日由“教育部”更名）、国家科委、文化部、广电部（86年1月20日由“广播电视部”更名） |
| 民族、人口与健康                                   | 卫生部、国家民委、国家计生委 |
| 劳工、人事                                         | 劳动人事部 |
| 其它                                               | 民政部 |

### 第七届
根据1988年4月9日通过的《第七届全国人民代表大会第七次会议关于国务院机构改革方案的决定》，强调“党政分开、政企分开和精简、统一、效能的原则”，减少政府机构直接干预企业经营活动的职能，增强宏观调控职能，初步改变机构设置不合理和行政效率低下的状况。撤销的部、委12个，新组建的部、委9个，保留的部、委、行、署32个，改革后的国务院组成部、委共计41个。
- 撤销的部、委12个：国家计划委员会、国家经济委员会、劳动人事部、煤炭工业部、石油工业部、核工业部、城乡建设环境保护部、航空工业部、航天工业部、水利电力部、国家机械工业委员会和电子工业部；
- 新组建的部、委9个：国家计划委员会、人事部、劳动部、物资部、能源部、建设部、航空航天工业部、水利部和机械电子工业部。

| 第七届国务院组成部门（41个，1988年4月至1993年3月） | |
| 领域                                               | 设置 |
| 国防、军事                                         | 国防部、国防科学技术工业委员会 |
| 外交                                               | 外交部 |
| 内政、公共安全                                     | 公安部、国家安全部 |
| 司法、监察                                         | 司法部、监察部 |
| 经济                                               | 国家计委、财政部、建设部、地矿部、水利部、农业部、外经贸部、体改委、人民银行、审计署；冶金工业部、化工部、林业部；航空航天工业部、轻工业部、纺织工业部、商业部和物资部、能源部、机械电子工业部 |
| 交通、通信                                         | 交通部、铁道部、邮电部 |
| 科技、文化、教育与体育                             | 国家教委、国家科委、文化部、广电部、国家体委 |
| 民族、人口与健康                                   | 卫生部、国家民委、国家计生委 |
| 劳工、人事                                         | 劳动部、人事部 |
| 其它                                               | 民政部 |

### 第八届
根据1993年3月22日《第八届全国人民代表大会第一次会议关于国务院机构改革方案的决定》，拟撤销7个部，组建6个部、委，将对外经济贸易部更名为对外贸易经济合作部，保留保留34个部、委（含国务院办公厅），改组后改革后国务院组成部门40个（不包括国务院办公厅）。
- 拟撤销7个部，即能源部、机械电子工业部、航空航天工业部、轻工业部、纺织工业部、商业部和物资部
- 组建6个部、委即国家经济贸易委员会、电力工业部、煤炭工业部、机械工业部、电子工业部和国内贸易部。

| 第八届国务院组成部门（40个，1993年3月至1998年3月） | |
| 领域                                               | 设置 |
| 国防、军事                                         | 国防部、国防科学技术工业委员会 |
| 外交                                               | 外交部 |
| 内政、公共安全                                     | 公安部、国家安全部 |
| 司法、监察                                         | 司法部、监察部 |
| 经济                                               | 国家计委、财政部、建设部、地矿部、水利部、农业部、国家经贸委、内贸部、外经贸部、体改委、人民银行、审计署；电力工业部、煤炭工业部、冶金工业部、机械工业部、电子工业部、化工部、林业部 |
| 交通、通信                                         | 交通部、铁道部、邮电部 |
| 科技、文化、教育与体育                             | 国家教委、国家科委、文化部、广电部、国家体委 |
| 民族、人口与健康                                   | 卫生部、国家民委、国家计生委 |
| 劳工、人事                                         | 劳动部、人事部 |
| 其它                                               | 民政部 |

### 第九届
根据1998年3月10日《第九届全国人民代表大会第一次会议关于国务院机构改革方案的决定》，撤销15个部委，组建的有4个部、委，更名3个部、委，保留22个部、委，改革后除国务院办公厅外，列入国务院组成部门序列的共有29个部、委、行、署。
*撤销15个部委，即撤销电力工业部、煤炭工业部、冶金工业部、机械工业部、电子工业部、化学工业部、国内贸易部、邮电部、劳动部、广播电影电视部、地质矿产部、林业部、国家体育运动委员会、国防科学技术工业委员会和国家经济体制改革委员会，其中原国防科学技术工业委员会撤销后组建新的国防科学技术工业委员会，将原国防科工委管理国防工业的职能、国家计委国防司的职能以及各军工总公司承担的政府职能，统归新组建的国防科学技术工业委员会管理，国家经济体制改革委员会改为国务院高层次的议事机构，总理兼主任，有关部长任成员，不再列入国务院组成部门序列。
- 组建4个部、委，即国防科学技术工业委员会、信息产业部、劳动和社会保障部和国土资源部；
- 更名3个部、委，即国家计划委员会更名为国家发展计划委员会，国家科学技术委员会更名为科学技术部，国家教育委员会更名为教育部。

| 第九届国务院组成部门（29个，1998年3月至2003年3月） | |
| 领域                                               | 设置 |
| 国防、军事                                         | 国防部、国防科学技术工业委员会                                                                                     |
| 外交                                               | 外交部 |
| 内政、公共安全                                     | 公安部、国家安全部                                                                                                 |
| 司法、监察                                         | 司法部、监察部 |
| 经济                                               | 国家发展计划委员会、财政部、建设部、信息产业部、国土资源部、水利部、农业部、国家经贸委、外经贸部、人民银行、审计署 |
| 交通                                               | 交通部、铁道部 |
| 科技、文化与教育                                   | 教育部、科技部、文化部                                                                                             |
| 民族、人口与健康                                   | 卫生部、国家民委、国家计生委                                                                                       |
| 劳工、人事                                         | 人事部、劳动和社会保障部                                                                                           |
| 其它                                               | 民政部 |

### 第十届
根据2003年3月10日《第十届全国人大一次会议关于国务院机构改革方案的决定》，将“国家发展计划委员会”改组为国家发展和改革委员会、组建商务部、不再保留国家经济贸易委员会、对外贸易经济合作部，将“国家计划生育委员会”更名为国家人口和计划生育委员会，改革后除国务院办公厅外，国务院组成部门共计28个。
| 第十届国务院组成部门（28个部门，2003年3月至2008年3月） |                                                                                              |
| 领域                                                   | 设置                                                                                         |
| 国防、军事                                             | 国防部、国防科工委                                                                           |
| 外交                                                   | 外交部                                                                                       |
| 内政、公共安全                                         | 公安部、国家安全部                                                                           |
| 司法、监察                                             | 司法部、监察部                                                                               |
| 经济                                                   | 国家发改委、财政部、建设部、信息产业部、国土资源部、水利部、农业部、商务部、人民银行、审计署 |
| 交通                                                   | 交通部、铁道部                                                                               |
| 科技、文化与教育                                       | 教育部、科技部、文化部                                                                       |
| 民族、人口与健康                                       | 卫生部、国家民委、国家人口计生委                                                             |
| 劳工、人事                                             | 人事部、劳动和社会保障部                                                                     |
| 其它                                                   | 民政部                                                                                       |

### 第十一届
2008年3月15日，第十一届全国人民代表大会第一次会议第五次全体会议以赞成2744票，反对117票，弃权99票通过第十一届全国人民代表大会第一次会议关于国务院机构改革方案的决定草案。
主要变动如下：
- 设立高层次议事协调机构国家能源委员会。组建国家能源局，由国家发展和改革委员会管理。
- 组建工业和信息化部。组建国防科技工业局，由工业和信息化部管理。国家烟草专卖局改由工业和信息化部管理。不再保留国防科学技术工业委员会、信息产业部、国务院信息化工作办公室。
- 组建交通运输部。组建国家民用航空局，由交通运输部管理。国家邮政局改由交通运输部管理。不再保留交通部、中国民用航空总局。
- 组建人力资源和社会保障部。组建国家公务员局，由人力资源和社会保障部管理。不再保留人事部、劳动和社会保障部。
- 组建环境保护部。不再保留国家环境保护总局。
- 组建住房和城乡建设部。不再保留建设部。
- 国家食品药品监督管理局改由卫生部管理。明确卫生部承担食品安全综合协调、组织查处食品安全重大事故的责任。

除国务院办公厅外，第十一届国务院组成部门设置27个：
| 第十一届国务院组成部门（27个部门，2008年3月－2013年3月） | |
| 领域                                                     | 设置                                                                                               |
| 军事国防                                                 | 国防部                                                                                             |
| 外交                                                     | 外交部                                                                                             |
| 内政、公共安全                                           | 公安部、国家安全部、民政部                                                                         |
| 司法、监察                                               | 司法部、监察部、审计署                                                                             |
| 经济与财政                                               | 国家发改委、财政部、住房和城鄉建设部、工業和信息化部、国土资源部、水利部、农业部、商务部、人民银行 |
| 交通                                                     | 交通運輸部、铁道部                                                                                 |
| 教育科学文化                                             | 教育部、科學技術部、文化部                                                                         |
| 民族、人口与健康                                         | 卫生部、国家民委、国家人口计生育委                                                                 |
| 劳工、人事                                               | 人力資源和社會保障部                                                                               |
| 其它                                                     | 環境保護部                                                                                         |

### 第十二届
2013年3月14日，第十二届全国人民代表大会第一次会议第五次全体会议以2875票赞成，56票反对，26票弃权，通过了《关于国务院机构改革和职能转变方案的决定（草案）》。
主要变动如下：
- 实行铁路政企分开。将铁道部拟定铁路发展规划和政策的行政职责划入交通运输部；组建国家铁路局，由交通运输部管理，承担铁道部的其他行政职责；组建中国铁路总公司，承担铁道运营；不再保留铁道部。
- 组建国家卫生和计划生育委员会。将国家计生委研究拟定人口发展战略、规划及人口政策的职责，划入国家发展和改革委员会；国家中医药管理局由新组建的国家卫生和计划生育委员会管理；不再保留卫生部、国家计生委。
- 组建国家食品药品监督管理总局。将工商行政管理、质量技术监督管理部门相应的食品安全监督管理队伍和检验检测机构划转“食品药品监督管理部门”；保留国务院食品安全委员会，具体工作由国家食品药品监督管理总局承担；不再保留国家食品药品监督管理局和单设的国务院食品安全委员会办公室。
- 组建国家新闻出版广电总局。不再保留国家广播电影电视总局、国家新闻出版总署。
- 重新组建国家海洋局。整合中国海监、公安部边防海警、农业部中国渔政、海关总署海上缉私警察的队伍和职责整合，重组新的国家海洋局，由国土资源部管理；新的国家海洋局，以中国海警局的名义开展海上维权执法，接受公安部业务指导；设立高层次议事协调机构－国家海洋委员会，其具体工作由国家海洋局承担。
- 重新组建国家能源局。撤销国家电力监管委员会，其职责并入国家能源局。

除国务院办公厅外，第十二届国务院组成部门设置25个：
| 第十二届国务院组成部门（25个部门，2013年3月至2018年3月） | |
| 领域                                                     | 设置                                                                                               |
| 军事国防                                                 | 国防部                                                                                             |
| 外交                                                     | 外交部                                                                                             |
| 内政、公共安全                                           | 公安部、国家安全部、民政部                                                                         |
| 司法、监察                                               | 司法部、监察部、审计署                                                                             |
| 经济与财政                                               | 国家发改委、财政部、住房和城鄉建设部、工業和信息化部、国土资源部、水利部、农业部、商务部、人民银行 |
| 交通                                                     | 交通運輸部                                                                                         |
| 教育科学文化                                             | 教育部、科學技術部、文化部                                                                         |
| 民族、人口与健康                                         | 国家民委、国家卫生和计生委                                                                         |
| 劳工、人事                                               | 人力資源和社會保障部                                                                               |
| 其它                                                     | 環境保護部                                                                                         |

### 第十三届
2018年3月17日，第十三届全国人民代表大会第一次会议第五次全体会议以2966票赞成、2票反对、2票弃权表决通过《国务院机构改革方案》。此次机构改革属于深化党和国家机构改革的一部分。
主要变动如下：
- 组建自然资源部。将国土资源部的职责、国家发展和改革委员会的组织编制主体功能区规划职责、住房和城乡建设部的城乡规划管理职责、水利部的水资源调查和确权登记管理职责、农业部的草原资源调查和确权登记管理职责、国家林业局的森林、湿地等资源调查和确权登记管理职责、国家海洋局的职责、国家测绘地理信息局的职责整合，组建自然资源部，作为国务院组成部门，对外保留国家海洋局牌子。不再保留国土资源部、国家海洋局、国家测绘地理信息局。
- 组建生态环境部。将环境保护部的职责、国家发展和改革委员会的应对气候变化和减排职责、国土资源部的监督防止地下水污染职责、水利部的编制水功能区划、排污口设置管理、流域水环境保护职责、农业部的监督指导农业面源污染治理职责、国家海洋局的海洋环境保护职责、国务院南水北调工程建设委员会办公室的南水北调工程项目区环境保护职责整合，组建生态环境部，作为国务院组成部门，对外保留国家核安全局牌子。不再保留环境保护部。
- 组建农业农村部。将农业部的职责、以及国家发展和改革委员会、财政部、国土资源部、水利部的有关农业投资项目管理职责整合，组建农业农村部，作为国务院组成部门。将农业部的渔船检验和监督管理职责划入交通运输部。不再保留农业部。
- 组建文化和旅游部。将文化部、国家旅游局的职责整合，组建文化和旅游部，作为国务院组成部门。不再保留文化部、国家旅游局。
- 组建国家卫生健康委员会。将国家卫生和计划生育委员会、国务院深化医药卫生体制改革领导小组办公室、全国老龄工作委员会办公室的职责、工业和信息化部的牵头《烟草控制框架公约》履约工作职责、国家安全生产监督管理总局的职业安全健康监督管理职责整合，组建国家卫生健康委员会，作为国务院组成部门。保留全国老龄工作委员会，日常工作由国家卫生健康委员会承担。民政部代管的中国老龄协会改由国家卫生健康委员会代管。国家中医药管理局由国家卫生健康委员会管理。不再保留国家卫生和计划生育委员会，不再设立国务院深化医药卫生体制改革领导小组办公室。
- 组建退役军人事务部。将民政部的退役军人优抚安置职责、人力资源和社会保障部的军官转业安置职责、以及中央军委政治工作部、中央军委后勤保障部有关职责整合，组建退役军人事务部，作为国务院组成部门。
- 组建应急管理部。将国家安全生产监督管理总局的职责、国务院办公厅的应急管理职责、公安部的消防管理职责、民政部的救灾职责、国土资源部的地质灾害防治、水利部的水旱灾害防治、农业部的草原防火、国家林业局的森林防火相关职责、中国地震局的震灾应急救援职责以及国家防汛抗旱总指挥部、国家减灾委员会、国务院抗震救灾指挥部、国家森林防火指挥部的职责整合，组建应急管理部，作为国务院组成部门。中国地震局、国家煤矿安全监察局划由应急管理部管理。不再保留国家安全生产监督管理总局。
- 重新组建科学技术部。将科学技术部、国家外国专家局的职责整合，重新组建科学技术部，作为国务院组成部门。
- 重新组建司法部。将司法部和国务院法制办公室的职责整合，重新组建司法部，作为国务院组成部门。不再保留国务院法制办公室。
- 优化水利部职责。将国务院三峡工程建设委员会及其办公室、国务院南水北调工程建设委员会及其办公室并入水利部。不再保留国务院三峡工程建设委员会及其办公室、国务院南水北调工程建设委员会及其办公室。
- 优化审计署职责。将国家发展和改革委员会的重大项目稽察、财政部的中央预算执行情况和其他财政收支情况的监督检查、国务院国有资产监督管理委员会的国有企业领导干部经济责任审计和国有重点大型企业监事会的职责划入审计署。不再设立国有重点大型企业监事会。
- 不再保留监察部、国家预防腐败局，监察部、国家预防腐败局并入国家监察委员会。
- 组建国家市场监督管理总局。将国家工商行政管理总局的职责、国家质量监督检验检疫总局的职责、国家食品药品监督管理总局的职责、国家发展和改革委员会的价格监督检查与反垄断执法职责、商务部的经营者集中反垄断执法以及国务院反垄断委员会办公室等职责整合，组建国家市场监督管理总局，作为国务院直属机构。组建国家药品监督管理局，由国家市场监督管理总局管理。将国家质量监督检验检疫总局的出入境检验检疫管理职责和队伍划入海关总署。保留国务院食品安全委员会、国务院反垄断委员会。国家认证认可监督管理委员会、国家标准化管理委员会职责划入国家市场监督管理总局，对外保留牌子。不再保留国家工商行政管理总局、国家质量监督检验检疫总局、国家食品药品监督管理总局。
- 组建国家广播电视总局。在国家新闻出版广电总局广播电视管理职责的基础上组建国家广播电视总局，作为国务院直属机构。不再保留国家新闻出版广电总局。
- 组建中国银行保险监督管理委员会。将中国银行业监督管理委员会和中国保险监督管理委员会的职责整合，组建中国银行保险监督管理委员会，作为国务院直属事业单位。将中国银行业监督管理委员会和中国保险监督管理委员会拟订银行业、保险业重要法律法规草案和审慎监管基本制度的职责划入中国人民银行。不再保留中国银行业监督管理委员会、中国保险监督管理委员会。
- 组建国家国际发展合作署。将商务部对外援助工作有关职责、外交部对外援助协调等职责整合，组建国家国际发展合作署，作为国务院直属机构。
- 组建国家医疗保障局。将人力资源和社会保障部的城镇职工和城镇居民基本医疗保险、生育保险职责、国家卫生和计划生育委员会的新型农村合作医疗职责、国家发展和改革委员会的药品和医疗服务价格管理职责、民政部的医疗救助职责整合，组建国家医疗保障局，作为国务院直属机构。
- 组建国家粮食和物资储备局。将国家粮食局的职责，国家发展和改革委员会的组织实施国家战略物资收储、轮换和管理，管理国家粮食、棉花和食糖储备等职责，以及民政部、商务部、国家能源局等部门的组织实施战略和应急储备物资收储、轮换和日常管理职责整合，组建国家粮食和物资储备局，由国家发展和改革委员会管理。不再保留国家粮食局。
- 组建国家移民管理局。将公安部的出入境管理、边防检查职责整合，建立健全签证管理协调机制，组建国家移民管理局，由公安部管理。
- 组建国家林业和草原局。将国家林业局的职责、农业部的草原监督管理职责、以及国土资源部、住房和城乡建设部、水利部、农业部、国家海洋局等部门的自然保护区、风景名胜区、自然遗产、地质公园等管理职责整合，组建国家林业和草原局，由自然资源部管理。不再保留国家林业局。
- 重新组建国家知识产权局。将国家知识产权局的职责、国家工商行政管理总局的商标管理职责、国家质量监督检验检疫总局的原产地地理标志管理职责整合，重新组建国家知识产权局，由国家市场监督管理总局管理。
- 调整全国社会保障基金理事会隶属关系。将全国社会保障基金理事会由国务院管理调整为由财政部管理，承担基金安全和保值增值的主体责任，作为基金投资运营机构，不再明确行政级别。
- 改革国税地税征管体制。将省级和省级以下国税地税机构合并。国税地税机构合并后，实行以国家税务总局为主与省（区、市）人民政府双重领导管理体制

除国务院办公厅外，第十三届国务院组成部门设置26个。
| 第十三届国务院组成部门（26个部门，2018年3月至2023年3月） |                                                                                    |
| 领域                                                     | 设置                                                                               |
| 军事国防                                                 | 国防部、退役军人事务部                                                             |
| 外交                                                     | 外交部                                                                             |
| 内政、公共安全                                           | 公安部、国家安全部、民政部、应急管理部                                             |
| 司法、监察                                               | 司法部、审计署                                                                     |
| 经济与财政                                               | 国家发改委、财政部、住房和城鄉建设部、农业农村部、工業和信息化部、商务部、人民银行 |
| 交通                                                     | 交通運輸部                                                                         |
| 教育科学文化                                             | 教育部、科學技術部、文化和旅游部                                                   |
| 民族、人口与健康                                         | 国家民委、国家卫生健康委                                                           |
| 劳工、人事                                               | 人力資源和社會保障部                                                               |
| 其它                                                     | 生态环境部、自然资源部、水利部                                                     |

### 第十四届
2023年3月10日，第十四届全国人民代表大会第一次会议第三次全体会议以2951票赞成、1票反对、0票弃权表决通过《国务院机构改革方案》。此次机构改革属于深化党和国家机构改革的一部分。
主要变动如下：
- 重新組建科學技術部，將科學技術部的組織擬訂科技促進農業農村發展規劃和政策、指導農村科技進步職責划入農業農村部。將科學技術部的組織擬訂科技促進社會發展規劃和政策職責分別划入國家發展和改革委員會、生態環境部、國家衛生健康委員會等部門。將科學技術部的組織擬訂高新技術發展及產業化規劃和政策，指導國家自主創新示範區、國家高新技術產業開發區等科技園區建設，指導科技服務業、技術市場、科技仲介組織發展等職責划入工業和資訊化部。將科學技術部的負責引進國外智力工作職責划入人力資源和社會保障部，在人力資源和社會保障部加掛國家外國專家局牌子。深化財政科技經費分配使用機制改革，完善中央財政科技計劃執行和專業機構管理體制，調整科學技術部的中央財政科技計劃（專項、基金等）協調管理、科研專案資金協調評估等職責，將科學技術部所屬中國農村技術開發中心划入農業農村部，中國生物技術發展中心划入國家衛生健康委員會，中國21世紀議程管理中心、科學技術部高技術研究發展中心划入國家自然科學基金委員會。
- 組建國家金融監督管理總局，統一負責除證券業之外的金融業監管，強化機構監管、行為監管、功能監管、穿透式監管、持續監管，統籌負責金融消費者權益保護，加強風險管理和防範處置，依法查處違法違規行為，作為國務院直屬機構
- 深化地方金融監管體制改革
- 中國證券監督管理委員會調整為國務院直屬機構
- 統籌推進中國人民銀行分支機構改革
- 完善國有金融資本管理體制
- 加強金融管理部門工作人員統一規範管理
- 組建國家數據局，負責協調推進數據基礎制度建設，統籌數據資源整合共享和開發利用，統籌推進數字中國、數字經濟、數字社會規劃和建設等，由國家發展和改革委員會管理；將中央網絡安全和信息化委員會辦公室承擔的研究擬訂數字中國建設方案、協調推動公共服務和社會治理信息化、協調促進智慧城市建設、協調國家重要信息資源開發利用與共享、推動信息資源跨行業跨部門互聯互通等職責，國家發展和改革委員會承擔的統籌推進數字經濟發展、組織實施國家大數據戰略、推進數據要素基礎制度建設、推進數字基礎設施佈局建設等職責劃入國家數據局
- 優化農業農村部職責
- 完善老齡工作體制
- 完善知識產權管理體制
- 國家信訪局調整為國務院直屬機構
- 精減中央國家機關人員編制，中央國家機關各部門人員編制統一按照5%的比例進行精減，收回的編制主要用於加強重點領域和重要工作。

除国务院办公厅外，第十四届国务院组成部门设置26个。
| 第十四届国务院组成部门（26个部门，2023年3月至今） |                                                                                    |
| 领域                                              | 设置                                                                               |
| 军事国防                                          | 国防部、退役军人事务部                                                             |
| 外交                                              | 外交部                                                                             |
| 内政、公共安全                                    | 公安部、国家安全部、民政部、应急管理部                                             |
| 司法、监察                                        | 司法部、审计署                                                                     |
| 经济与财政                                        | 国家发改委、财政部、住房和城鄉建设部、工業和信息化部、农业农村部、商务部、人民银行 |
| 交通                                              | 交通運輸部                                                                         |
| 教育科学文化                                      | 教育部、科學技術部、文化和旅游部                                                   |
| 民族、人口与健康                                  | 国家民委、国家卫生健康委                                                           |
| 劳工、人事                                        | 人力資源和社會保障部                                                               |
| 其它                                              | 生态环境部、自然资源部、水利部                                                     |

#invoke:navbox

### 引用
1. ↑  1986年12月2日，第六届全国人民代表大会常务委员会第十八次会议《关于设立中华人民共和国监察部的决定》
2. ↑  1986年12月2日，第六届全国人民代表大会常务委员会第十八次会议《关于设立国家机械工业委员会和撤销机械工业部、兵器工业部的决定》
3. ↑  1985年6月18日，六届全国人民代表大会常务委员会第十一次会议《关于设立国家教育委员会和撤销教育部的决定》
4. ↑  1986年1月20日，第六届全国人民代表大会常务委员会第十四次会议《关于将广播电视部改为广播电影电视部的决定》
5. ↑  2003年3月10日《第十届全国人大一次会议关于国务院机构改革方案的决定》
6. ↑  . 21CN.COM.   [2019-08-25]. （原始内容存档于2011-09-15）.
7. ↑  . 新华网. 2013-03-14  [2019-08-25]. （原始内容存档于2013-03-17）.
8. ↑  . 新华网. 2018-03-17  [2018-03-19]. （原始内容存档于2018-03-17）.
9. ↑  . 新华网. 2023-03-25  [2022-03-10]. （原始内容存档于2023-06-03）.